# Lord's Cove
Lord's Cove es un pueblo canadiense situado en la provincia de Terranova y Labrador.

## Superficie
Lord's Cove tiene una superficie de 29,91 km².

## Demografía
En 2021, tenía 155 habitantes, una densidad poblacional de 5,2 hab./km², y 113 viviendas.